# ديزني إكس دي (أوروبا والشرق الأوسط وإفريقيا)
ديزني اكس دي هي قناة رقمية أوروبية تبث على الكابل والأقمار الصناعية، حيث تملكها قنوات ديزني ورلدوايد التي تم إطلاقها في 3 أكتوبر 2009. وتتكون معظم برامجها من برامج ديزني إكس دي الأصلية ويتم شراء برامج من قنوات أخرى. تم إطلاق القناة في الأصل في 1 أبريل 1999 حيث كان اسمها فوكس كيدز وأعيدت تسمية العلامة التجارية في 1 يناير 2005 باسم جيتكس.

## القصة
تحت اسم فوكس كيدز، تم إطلاق القناة لأول مرة في أوروبا الوسطى والشرقية في 1 أبريل 1999 كقناة «مفتوحة ومجانية» متاحة في البداية باللغة الإنجليزية والرومانية والروسية. وتقع مكاتب البث في بوخارست وفي موسكو في ذلك الوقت. وتم توسيع القناة لتشمل تركيا مع مسار صوتي تركي في مايو 2000، وكانت متاحة لأول مرة على خدمة ديجيتورك التلفزيونية الرقمية في نفس الشهر، ثم على مزود تلفزيون الكابل التركية للاتصالات في يوليو من نفس العام. في نوفمبر 2000، وسعت فوكس كيدز أوروبا منطقة تغطيتها إلى الشرق الأوسط من خلال إطلاق سوبفيد  باللغة الإنجليزية من القناة للجمهور العربي على منصة القنوات المدفوعة  أوربت (سميت فيما بعد شبكة أوربت شوتايم، حاليا أو إس إن) في بلدان مثل مصر، والإمارات العربية المتحدة، المملكة العربية السعودية، الأردن، لبنان وسوريا، وغيرها. واستبعدت إسرائيل من تلقي هذه القناة، بسبب خطط إطلاق قناة محلية بالكامل باللغة العبرية كانت في نهاية المطاف حيث كان الانطلاق متوقع في فبراير 2001.
وفي آذار / مارس 2004، انقسم بث قناة  «فوكس كيدز» إلى قسمين: مركز واحد في بوخارست، حيث يبث باللغة الإنكليزية والرومانية والروسية، والبث في بلدان البلقان وروسيا ورابطة الدول المستقلة، ومقر آخر في إسطنبول، حيث يبث باللغة الإنجليزية والتركية  للجمهورية التركية، ومنطقة الشرق الأوسط وشمال أفريقيا.
كانت البث في أوروبا الوسطى والشرقية لجيتكس، بحلول عام 2009، قد بث بالفعل مع إدماج المسارات الصوتية الإنجليزية والرومانية والروسية والبلغارية في وقت واحد، وكان لها ترجمة صربية كرواتية لجمهورها في أدريا. ومع ذلك، فإن هذا البث، حيث مقرها في بوخارست وموسكو، ينقسم، وبالتالي قد تم إنشاء قناتي جيتكس مختلفين، كل واحد مع مراكز العمليات الخاصة بهم. وكان هذا نتيجة بسبب سلطات الإعلام الروسية التي لم تمنح إذنا لشركة والت ديزني لإطلاق قناة ديزني مشتركة بين البلدين على الأراضي الروسية. ونتيجة لهذا الوضع، أدى الانقسام إلى قناة جيتكس الروسية الجديدة التي لم تدم طويلا والتي كانت تغطي روسيا وبلدان رابطة الدول المستقلة، في حين توقف بث جيتكس الأخرى، المتمركزة في بوخارست، حيث تحمل مسار الصوت الروسي، كما توقفت عن بثها في بلدان البلقان، مع توقف الترجمة للغة الصرب-كرواتية. وبسبب ذلك، أخذت  جيتكس تركيا والشرق الأوسط  محل البلدان اليوغوسلافية السابقة ببدأ تقديم مسارات الترجمة الصرب-كرواتية كذلك. وكانت نتيجة الاستعاضة عن بث في  أوروبا الشرقية من جتيكس إلى البث في  الشرق الأوسط وبسبب قرار ديزني لإعادة تسمية شبكات جيتيكس الأوروبية لقناة ديزني في المناطق التي لم يتم إدخال القناة، وبالتالي شملت بوخارست- ومقرها موسكو. وبما أن البلدان اليوغوسلافية السابقة كانت مغطاة بالفعل بالتنوع في الشرق الأوسط لقناة ديزني التي تبث باللغة الإنجليزية مع ترجمة صربية-كرواتية، فقد تم التنفيذ، وفي 3 أكتوبر 2009، تم أخيرا إعادة تسمية قناة جيتكس التي تتخذ من إسطنبول مقرا لها على أنها ديزني إكس دي، في حين تم إعادة تسمية باقي القنوات إلى قناة ديزني.
لم تكن القناة متاحة في منطقة  جنوب الصحراء في أفريقيا  برمتها حتى 12 مايو 2011، عندما أضافت الخدمة الفضائية دي إس تي في  في جنوب أفريقيا القناة إلى جدول قنواتها.
حاليا، القناة متاحة على أو اس ان للمشتركين في الشرق الأوسط وشمال أفريقيا، وعلى ديجيتيورك للمشتركين في تركيا. تحتوي القناة على مسارين صوتيين، أحدهما باللغة الإنجليزية لمنطقة أوروبا والشرق الأوسط وأفريقيا، وآخر بالتركية للجمهورية التركية.

## شعارات القناة

شعار القناة من 1999 - 2005
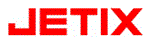
شعار قناة جتيكس 2005 - 2011
شعار قناة ديزني اكس دي 2011

## البرامج الحالية

### لايف-أكشن أصلي

#### لايف-أكشن
| العنوان                        | تاريخ العرض    | الموسم الحالي | مصادر |
| ------------------------------ | -------------- | ------------- | ----- |
| كيربي باكيت                    | يوليو 2015     | 2             | [ 4 ] |
| دليل اللاعب إلى حد كبير كل شيء | 2016           | 2             |       |
| العميلة السرية كي.سي           | 10 سبتمبر 2015 | 2             |       |
| واك ذا برانك                   | 27 مارس 2017   | 2             |       |
| ميك-X4                         | 27 ابريل 2017  | 1             |       |
| O11ce                          | 15 مايو 2017   | 1             |       |

### إعادات
| العنوان                      | تاريخ العرض    | تاريه الانتهاء | توقيت العرض                    |
| ---------------------------- | -------------- | -------------- | ------------------------------ |
| غرافيتي فولز                 | 2016           | 2017           | 2017 – حتى الآن                |
| أبناء المختبر                | 27 فبراير 2012 | أبريل 2016     | 2016–حتى الآن                  |
| كيكن ات                      | 2012           | 2015           | 2016–حتى الآن                  |
| مايتي ميد                    | 2014           | 2016           | 2016–حتى الآن                  |
| زوج الملوك                   | 2011           | 2014           | 2014-2015, 2016, 2017-حتى الآن |
| أبناء المختبر: القوة الخارقة | 2016           | 2017           | 2017–حتى الآن                  |
| سبايدرمان الأقوى             | 2013           | 19 مارس، 2017  | 20 مارس، 2017 – حتى الآن       |

### الإنتاج المشترك
| العنوان      | تاريخ العرض | الموسم الحالي | Source(s) |
| ------------ | ----------- | ------------- | --------- |
| فريق الأحلام | 2013        | 5             |           |

#### عالم مارفل
| العنوان           | تاريخ العرض | الموسم الحالي | مصادر |
| ----------------- | ----------- | ------------- | ----- |
| Avengers Assemble | 2013        | 3             | [ 5 ] |
| حراس المجرة       | 2016        | 2             |       |

### برامج الكرتون الأصلي
| العنوان                 | تاريخ العرض   | الموسم الحالي | مصادر |
| ----------------------- | ------------- | ------------- | ----- |
| قانون ميلو مارفي        | 18 مارس 2017  | 1             |       |
| متمردو حرب النجوم       | 2014          | 3             |       |
| بن زيرو: بارت تايم هيرو | أغسطس 2015    | 2             |       |
| ستار ضد قوى الشر        | 2015          | 3             |       |
| بيكل وبينات             | 2016          | 1             |       |
| دودة-الغد!              | 8 ديسمبر 2016 | 1             | [ 6 ] |

### قصائر
| العنوان     | تاريخ العرض | الموسم الحالي | مصادر |
| ----------- | ----------- | ------------- | ----- |
| تو مور ايجز | ابريل 2017  | 2             |       |

#### البرامج الحية الأخرى
- أنيدرويد (2015–حتى الآن)
- مستر بين  (January 11, 2017)

#### اكتسبت سلسلة الرسوم المتحركة
- الفأر الخطير (2016–الوقت الحاضر)
- القط المزيف (26  سبتمبر 2016 – الوقت الحاضر)
- الدمية الخارقة (7 نوفمبر 2016 – الوقت الحاضر)
- رايت ناو كابو (20 فبراير 2017-الوقت الحاضر)

#### سلاسل قصيرة
- كرتون سيارت: حواديت ماطم (2011–present)

## الأفلام الحالية
الأفلام تبث عادة في صباح نهاية الأسبوع في هذه الأوقات  10:00 CET/12:00 CAT/13:00 KSA

### أفلام ديزني إكس دي الأصلية
- سكايرانرز (2009)
- السيف في الحجر (2016)

### أفلام قناة ديزني الأصلية
- دادنابد (2009)
- إدي مليون دولار كوك-أوف (2003)
- ايفن ستيفن فيلم (2003)
- بيت يفقس (2009)
- الخارقون (2015)
- جوني كاباهالا: العودة على متن (2007)
- جامب ان! (2007)
- القفز من السفينة (2001)
- ليموناد ماوث (2011)
- ليت ات شاين (2012)
- لايف از راف (2005)
- مينتمان (2008)
- فيلم فارس وفادي: عبر البعد الثاني (2011)
- فوق، فوق، وبعيد (2000)
- ويندي وو: العودة لوطن المحارب (2007)
- داك ذا هالز: ميكي ماوس في عيد الميلاد الخاص (17 كانون الأول / ديسمبر 2016)
- تين بيتش موفي (25 ديسمبر 2016)
- تين بيتش 2 (25 ديسمبر 2016)

### بوكيمون
- بوكيمون: اركوس وجوهرة الحياة (2011)
- بوكيمون: جيراتينا والسماء المحارب (2011-2012)
- بوكيمون: صعود داركراي (2012)
- بوكيمون الفيلم: ديانسي وشرنقة من تدمير (2015)
- بوكيمون: زورواك: سيد الأوهام (2011)
- بوكيمون فيلم: بلاك —فيكتينيو و ريشيرام و  وايت - فيكتيني و زيركوم (2013)
- فيلم بوكيمون: جينيسيكت اند ذا ليجيند اواكيند (2014)

### أفلام ديزني الروائية
- السيارات
- فلابر
- الأسد الملك
- الأسد الملك الثاني: عهد سيمبا
- الأسد الملك 3 هاكونا ماتاتا
- حكاية لعبة
- انطلق
- أخي الدب
- طرزان (2016)
- طرزان 2 (2016)
- البحث عن نيمو (2016)
- حياة حشرة (2016)
- كتاب الأدغال (1967 فيلم) 30 ديسمبر 2016
- هرقل(2017)
- بيتر بان (1953 فيلم) (4 مارس 2017)
- بولت (5 مارس 2017)
- أبطال خارقون
- عائلة روبنسون (2017)

### أفلام أخرى
- مربيتي مصاصة دماء (2010)
- اللهاية (2016)

## برامج سابقة
- حجر آرون
- ألموست ناكد انيمالز
- ماهر المغامر
- فورت بويارد: التيمايت تشانلنج
- هالك وفريق القوة الخارقة.
- جيم بوتون
- جيمي في وجه التعاسة
- كوب ضد كات
- يوميات مدرسية
- مارفو الدجاجة العجيبة (2011-2013)
- الحياة السرية للمصاصون[7] (2011-2013)
- سيد شاب
- زوج من الملوك
- بوكيمون XY
- بوكيمون: بلاك اند وايت
- بوكيمون DP: معارك المجرة
- بوكيمون دي بي:  سينوه ليج فيكتورس
- بوكيمون: بلاك اند وايت: ريفال ديستينز
- بوكيمون: بلاك اند وايت: مغامرات في اونوفا
- بوكيمون: بلاك اند وايت: مغامرات في اونوفا وخارجها
- بوكا
- سكاردي سكويرلز
- سلغتيرا (2012-2015)
- سبايدرمان (1994 مسلسل تلفزيوني)
- سبايدرمان الأقوى
- المنتقمون: أعتى أبطال الأرض
- تاتنشتاين
- المتحولون الأبطال (مسلسل تلفزيوني)
- الأقزام السبعة (مارس 2015-2017)
- غرافيتي فولز (2016-2017)